# Крюгер 60
Крюгер 60 (DO Цефея) — двойная звёздная система в созвездии Цефея, расположенная в 13 световых годах (4,03 пк) от Солнца.

## Характеристики
Компоненты системы — два красных карлика спектрального класса M3V и M4V — вращаются вокруг общего центра масс с орбитальным периодом 44,6 года. Среднее расстояние между двумя звёздами составляет 9,5 астрономических единиц, что приблизительно соответствует расстоянию от Сатурна до Солнца. Однако, из-за эксцентриситета орбиты расстояние между ними варьирует от 5,5 а. е. в перицентре до 13,5 а. е. в апоцентре.
Более крупная звезда известна как компонент А, меньшая звезда — компонент В. Масса Крюгера 60 А составляет приблизительно 27 % массы Солнца, а радиус — 35 % солнечного. Масса Крюгера 60 В около 18 % массы Солнца, радиус 24 % солнечного. Крюгер 60 В — вспыхивающая звезда, во время вспышки она увеличивает свою светимость в два раза, а затем возвращается к нормальному состоянию. Интервал между вспышками составляет около 8 минут.

## Ближайшее окружение
Ближайшими звёздами к Крюгеру 60 являются: Росс 248 (4,5 св. лет), Глизе 873 (4,9 св. лет), Грумбридж 34 AB (4,9 св. лет), 61 Лебедя AB (5,2 св. года), Струве 2398 AB (6,2 св. года), Эта Кассиопеи AB (8,2 св. года), Сигма Дракона (8,3 св. года), Глизе 892 (8,4 св. года).